# Thoracolophotos
Thoracolophotos is een geslacht van vlinders van de familie spinneruilen (Erebidae), uit de onderfamilie Calpinae.

## Soorten
- T. albilimitata Hampson, 1926
- T. ekeikei Bethune-Baker, 1906
- T. javanicus Roepke, 1935